# 太郎 (漫画)

『太郎』（たろう）は、小学館の雑誌『週刊ヤングサンデー』に1992年から1999年にかけて連載されていた細野不二彦の漫画作品。コミックス全24巻。

## あらすじ
つくし信用金庫（つく信）に勤務する金融サラリーマン、吉野太郎は勤務終了後にボクシングジムに通うプロボクサー。かつて自らの不注意により死なせてしまったボクサー花形青児に代わり、ボクシングの世界王者になるため銀行員とプロボクサーの二足の草鞋を履くうちに、次第にプロボクサーとしての能力を開花させる。

## 登場人物
吉野太郎（よしの たろう）
本作の主人公。プロボクサーと信用金庫勤務の二足の草鞋を履いていた。ボクシングで勝利を重ねるうちにプロボクサー専業となる。かつてはオーソドックスのスタイルであったが、サウスポーのデトロイトスタイルを兼ね備えたスイッチボクサーに変身を遂げる。
花形青児（はながた せいじ）
クマタジム所属のボクサー。世界王座獲得を嘱望され、世界戦が決定していたが不慮の事故により夭逝。
森崎みほ（もりさき みほ）
本作のヒロイン。つくし信用金庫に勤務していたが退職し、アポロジムに勤める。
ガルシア・ロメロ
Q共和国出身のボクサー。太郎にデビュー戦で土をつける。ハメドスタイルを習得。後に階級をフェザー級に上げ、WBCフェザー級王者となる。
イワン・ヴァシリエフ
WBC世界バンタム級王者。オリンピック金メダルの実績を持ち、黄金のバンタムと呼ばれる階級で10度の世界王座防衛を成し遂げた最強のボクサー。「鷹の翼（ウイングス・オブ・ホーク）」の異名を持つ。
速水卓（はやみ たく）
インターハイ準優勝の実績を持つプロボクサー。太郎のプロ2戦目で対戦し引き分けに終わる。後の再戦ではデトロイトスタイルを習得した太郎に KO で敗れる。

## 単行本

### ヤングサンデーコミックス
- VOLUME1 5時からボクサー ISBN 4-09-151431-6
- VOLUME2 くじかれた出鼻 ISBN 4-09-151432-4
- VOLUME3 トラブル続き ISBN 4-09-151433-2
- VOLUME4 100万の定期 ISBN 4-09-151434-0
- VOLUME5 約束して! ISBN 4-09-151435-9
- VOLUME6 きれいごと? ISBN 4-09-151436-7
- VOLUME7 KOでぶったおす!! ISBN 4-09-151437-5
- VOLUME9 ボクサー、吉野太郎 ISBN 4-09-151439-1
- VOLUME10 眠れるパンチ!? ISBN 4-09-151440-5
- VOLUME11 花形の遺産 ISBN 4-09-152051-0
- VOLUME12 一人ぼっち ISBN 4-09-152052-9

- VOLUME13 衝撃の写真 ISBN 4-09-152053-7
- VOLUME14 ウイングス・オブ・ホーク ISBN 4-09-152054-5
- VOLUME15 押しなさいッ!! ISBN 4-09-152055-3
- VOLUME16 東へ西へ ISBN 4-09-152056-1
- VOLUME17 宣戦布告 ISBN 4-09-152057-X
- VOLUME18 親愛なるキミへ ISBN 4-09-152058-8
- VOLUME19 終わりなき死闘 ISBN 4-09-152059-6
- VOLUME20 極限状況 ISBN 4-09-152060-X
- VOLUME21 流星雨の夜に ISBN 4-09-152371-4
- VOLUME22 鷹の紋章 ISBN 4-09-152372-2
- VOLUME23 ソーカルの風 ISBN 4-09-152373-0
- VOLUME24 世界一の男 ISBN 4-09-152374-9